# Quyền LGBT ở Ba Lan
Quyền đồng tính nữ, đồng tính nam, song tính và chuyển giới ở Ba Lan phải đối mặt với những thách thức pháp lý mà những người không phải là người LGBT không phải đối mặt. Cả nam và nữ hoạt động tình dục đồng giới đều hợp pháp ở Ba Lan. Điều này đã được chính thức mã hóa vào năm 1932 và Ba Lan đã giới thiệu độ tuổi đồng ý bằng nhau cho người đồng tính và dị tính, được đặt ở mức 15. Ba Lan cung cấp cho người LGBT các quyền tương tự như người dị tính ở một số khu vực nhất định: người đồng tính nam và song tính được phép hiến máu, người đồng tính nam và song tính được phép phục vụ công khai trong Lực lượng vũ trang Ba Lan, và người chuyển giới được phép thay đổi giới tính hợp pháp theo các yêu cầu nhất định bao gồm trải qua liệu pháp thay thế hormone. Luật pháp Ba Lan cấm phân biệt đối xử việc làm dựa trên khuynh hướng tình dục. Tuy nhiên, không có sự bảo vệ nào cho giáo dục, dịch vụ y tế, tội ác kì thị và lời nói thù ghét tồn tại. Năm 2018, Tòa án tối cao phán quyết rằng việc từ chối hàng hóa và dịch vụ trên cơ sở khuynh hướng tình dục là bất hợp pháp.
Xã hội Ba Lan có xu hướng bảo thủ xã hội với các vấn đề liên quan đến quyền LGBT. Phần lớn dân số Ba Lan liên kết với Giáo hội Công giáo. Như vậy, các Công giáo ảnh hưởng mạnh mẽ đến nhận thức cộng đồng và sự khoan dung của cộng đồng LGBT. Điều 18 của Hiến pháp Ba Lan nói rằng "Hôn nhân, như một sự kết hợp giữa một người đàn ông và một người phụ nữ [...] sẽ được đặt dưới sự bảo vệ và chăm sóc của Cộng hòa Ba Lan." Điều này đã dẫn đến những cách hiểu khác nhau của từng luật sư cũng như các trường hợp pháp lý về việc Hiến pháp có cấm hôn nhân đồng giới hay không. Vào tháng 2 năm 2019, một tòa án cao hơn ở Warsaw đã phán quyết rằng Hiến pháp Ba Lan không cấm hôn nhân đồng giới một cách rõ ràng, mặc dù thực tế là các phán quyết trước đó đã đưa ra phán quyết khác về vấn đề này trong vài năm qua, do đó để lại câu hỏi một lệnh cấm hiến pháp rõ ràng mơ hồ và tranh chấp. Ba Lan cũng không công nhận kết hợp dân sự, mặc dù cuộc thảo luận về vấn đề này đang diễn ra. Tòa án hiến pháp và Tòa án hành chính tối cao  đối với các cặp đồng giới không được công nhận cũng như không được chứng thực trong luật hiến pháp và quan hệ tình dục khác giới truyền thống nhận được sự ưu tiên cao nhất trong xã hội Ba Lan.  Như vậy, mọi nỗ lực hợp pháp hóa hôn nhân đồng giới sẽ là vi hiến ở Ba Lan và do đó sẽ không được ký kết thành luật. Vào tháng 1 năm 2019, một tòa án hành chính ở Warsaw đã phán quyết rằng Hiến pháp Ba Lan không cấm kết hôn đồng giới một cách rõ ràng, bất chấp các phán quyết trước đó đã tuyên bố rằng Hiến pháp không trao quyền kết hôn cho các cặp đồng giới  Không có sửa đổi hiến pháp trong tương lai và vì Tòa án Hành chính Warsaw không có cùng thẩm quyền về các vấn đề hiến pháp như Tòa án Hành chính Tối cao hoặc Tòa án Hiến pháp, nên sẽ không có ý định thay đổi điều khoản hiến pháp nói trên.
Tuy nhiên, thái độ đang phát triển và trở nên dễ chấp nhận hơn, phù hợp với xu hướng trên toàn thế giới. Năm 2011, Anna Grodzka đã trở thành thành viên chuyển giới thứ ba của quốc hội trên thế giới, sau Georgina Beyer của New Zealand và Vladimir Luxuria của Ý. Ngoài ra, vào năm 2014, nhà hoạt động đồng tính Robert Biedroń đã được bầu làm Thị trưởng của Słupsk. Sự chấp nhận đối với người LGBT trong xã hội Ba Lan đã tăng lên trong những năm 1990 và đầu những năm 2000, chủ yếu là ở những người trẻ tuổi và những người sống ở các thành phố lớn hơn như Warsaw và Kraków. Có một cảnh đồng tính có thể nhìn thấy với các câu lạc bộ trên khắp đất nước, hầu hết trong số đó nằm ở các khu vực đô thị lớn. Ngoài ra còn có một số tổ chức quyền của người đồng tính, hai tổ chức lớn nhất là Chiến dịch chống lại chứng sợ đồng tính và Lambda Warszawa. Các cuộc thăm dò ý kiến đã chỉ ra rằng phần lớn người Ba Lan hiện ủng hộ các kết hợp dân sự cho các cặp đồng giới, các quyền pháp lý hạn chế như thừa kế và quyền đưa ra quyết định y tế, cũng như công nhận hôn nhân đồng giới nước ngoài.
Nhiều đảng chính trị cánh tả, cụ thể là Liên minh cánh tả dân chủ, Liên hiệp Lao động, Đảng Dân chủ xã hội, Phong trào của bạn, Đảng hiện đại và Mùa xuân, đã bày tỏ sự ủng hộ cho phong trào quyền của người đồng tính. Tiếng nói hỗ trợ cá nhân cũng có thể được tìm thấy ở trung tâm bên phải Cương lĩnh Dân sự.

## Công nhận mối quan hệ đồng giới
Không có sự công nhận hợp pháp của các cặp đồng giới ở Ba Lan, mặc dù các cặp đồng giới sống chung có được những lợi ích hạn chế nhất định, cụ thể là trong việc thuê nhà chung, quyền không được làm chứng chống lại đối tác và quyền cư trú Luật pháp EU. Hôn nhân đồng giới không được công nhận và Điều 18 của Hiến pháp Ba Lan nói rằng "Hôn nhân, là sự kết hợp của một người đàn ông và một người phụ nữ, cũng như gia đình, làm mẹ và làm cha mẹ, sẽ được đặt dưới sự bảo vệ và chăm sóc của Cộng hòa Ba Lan." Theo phán quyết của Tòa án hiến pháp và Tòa án hành chính tối cao Ba Lan, Điều đó quy định hôn nhân là một liên minh dị tính duy nhất, và do đó cấm hôn nhân đồng giới. Việc biện minh cho phán quyết liên quan đến ý nghĩa của Điều 18 là không ràng buộc, và trái với các phán quyết trước đây của Tòa án hiến pháp và Tòa án hành chính tối cao tuyên bố Hiến pháp cấm kết hôn đồng giới bằng cách định nghĩa hôn nhân là một  thể chế chỉ dị tính.
Dự luật kết hợp dân sự lần đầu tiên được đề xuất vào năm 2003. Năm 2004, dưới một Chính phủ cánh tả, Thượng viện đã phê chuẩn dự luật cho phép các cặp đồng tính nam và đồng tính nữ đăng ký mối quan hệ của họ. Các bên tham gia một liên minh dân sự theo dự luật sẽ được trao rất nhiều lợi ích, sự bảo vệ và trách nhiệm (ví dụ như quỹ hưu trí, thuế chung và lợi ích liên quan đến cái chết), hiện chỉ được cấp cho vợ hoặc chồng trong một cuộc hôn nhân, mặc dù họ sẽ không được được phép nhận con nuôi. Dự luật mất hiệu lực trong cuộc tổng tuyển cử năm 2005, tuy nhiên.
Sự phản đối chính trong việc giới thiệu các cuộc hôn nhân đồng giới hoặc các đoàn thể dân sự đến từ Giáo hội Công giáo La Mã, có ảnh hưởng về mặt chính trị, nắm giữ một mức độ ảnh hưởng đáng kể trong bang. Giáo hội cũng được hưởng uy tín xã hội to lớn. Giáo hội cho rằng đồng tính luyến ái là một sự sai lệch. Năm 2012, quốc gia này là 95% Công giáo La Mã, với 54% thực hành mỗi tuần.
Vào tháng 1 năm 2013, Sejm đã bỏ phiếu từ chối năm dự luật được đề xuất sẽ giới thiệu quan hệ đối tác dân sự cho cả các cặp đôi khác giới và đồng giới. Tòa án tối cao sau đó đã đưa ra một ý kiến nói rằng các dự luật được đề xuất bởi Liên minh cánh tả dân chủ, Phong trào của bạn và Nền tảng dân sự đều vi hiến, vì Điều 18 của Hiến pháp bảo vệ hôn nhân. Vào tháng 12 năm 2014, Sejm đã từ chối giải quyết một dự luật hợp tác dân sự do Phong trào của bạn đề xuất, với 235 nghị sĩ bỏ phiếu chống tranh luận về dự luật và 185 nghị sĩ bỏ phiếu cho. Vào tháng 5 năm 2015, Sejm một lần nữa từ chối đối phó với chủ đề này, với 215 nghị sĩ bỏ phiếu chống lại và chỉ 146 cho. Thủ tướng Ewa Kopacz nói rằng quan hệ đối tác dân sự là một vấn đề để Quốc hội tiếp theo giải quyết. Dự luật hợp tác mới đã được đề xuất vào ngày 12 tháng 2 năm 2018 bởi đảng Modern.
Vào tháng 6 năm 2018, Tòa án Công lý Châu Âu phán quyết rằng các quốc gia thành viên EU phải cấp cho các cặp đồng giới đã kết hôn, trong đó ít nhất một đối tác là công dân EU, quyền cư trú đầy đủ và công nhận tự do đi lại.

### Các vụ kiện pháp lý
Một số cặp đôi ở Ba Lan đang tranh đấu để nhận được sự công nhận về hôn nhân tại Tòa án Nhân quyền châu Âu, ví dụ như trong vụ kiện Andersen chống lại Ba Lan.

### Bầu cử quốc hội về kết hợp dân sự
| Ngày                 | Trên              | Ủng hộ | Phản đối | Không bỏ phiếu | Kết quả |
| -------------------- | ----------------- | ------ | -------- | -------------- | ------- |
| 25 tháng 1 năm 2013  | Đăng ký hợp tác   | 150    | 276      | 23             | No      |
| 25 tháng 1 năm 2013  | Đăng ký hợp tác   | 138    | 284      | 28             | No      |
| 25 tháng 1 năm 2013  | Đăng ký hợp tác   | 137    | 283      | 30             | No      |
| 25 tháng 1 năm 2013  | Đăng ký hợp tác   | 137    | 283      | 30             | No      |
| 25 tháng 1 năm 2013  | Hiệp định hợp tác | 211    | 228      | 10             | No      |
| 18 tháng 12 năm 2014 | Đăng ký hợp tác   | 185    | 235      | 18             | No      |
| 26 tháng 5 năm 2015  | Đăng ký hợp tác   | 146    | 215      | 24             | No      |

### Quyền chung sống hạn chế
Vào ngày 23 tháng 2 năm 2007, Tòa phúc thẩm trong Białystok đã công nhận việc chung sống đồng giới. Vào ngày 6 tháng 12 năm 2007, phán quyết này đã được Tòa án tối cao Warsaw xác nhận.
Mặc dù Ba Lan không có luật cụ thể về sống thử, nhưng nó có một vài điều khoản trong các hành vi pháp lý khác nhau hoặc phán quyết của Tòa án Tối cao thừa nhận quan hệ giữa các đối tác chưa kết hôn và cung cấp các quyền và nghĩa vụ cụ thể của đối tác. Ví dụ: Điều 115 (11) của Bộ luật hình sự (tiếng Ba Lan: Kodeks karny) sử dụng thuật ngữ "người gần gũi nhất", bao gồm các mối quan hệ lãng mạn không được chính thức hóa về mặt pháp lý. Tình trạng "người gần gũi nhất" có quyền từ chối làm chứng chống lại đối tác. Thuật ngữ "đối tác" bao gồm các cặp đồng giới.
Nghị quyết của Tòa án Tối cao từ ngày 28 tháng 11 năm 2012 (III CZP 65/12) về việc giải thích thuật ngữ "một người sống thực sự chung sống với người thuê nhà" đã được ban hành liên quan đến trường hợp của một người đồng tính nam là đối tác của một người đã chết, người thuê chính của căn hộ. Tòa án giải thích luật theo cách công nhận đối tác còn sống là được ủy quyền để chiếm quyền thuê nhà. Tòa án tuyên bố rằng người thực sự sống chung với người thuê nhà - theo nghĩa của Điều 691 § 1 của Bộ luật Dân sự - là một người kết nối với người thuê bằng một sự ràng buộc về bản chất tình cảm, thể chất và kinh tế. Điều này cũng bao gồm một người cùng giới. Trước đó, vào tháng 3 năm 2010, Tòa án Nhân quyền Châu Âu đã ra phán quyết, trong trường hợp Kozak v. Poland, người LGBT có quyền thừa kế từ các đối tác của họ.

## Bảng tóm tắt
| | Có/Không                     | Ghi chú                                                                                             |
| Hoạt động tình dục đồng giới                                                                                                | Hoạt động tình dục đồng giới | Hoạt động tình dục đồng giới                                                                        |
| --- | ---------------------------- | --------------------------------------------------------------------------------------------------- |
| Hoạt động tình dục đồng giới hợp pháp                                                                                       | Yes                          | Luôn luôn hợp pháp, được xác nhận vào năm 1932                                                      |
| Độ tuổi đồng ý (15) | Yes                          | |
| Luật phân biệt đối xử |                              | |
| Luật chống phân biệt đối xử trong việc làm                                                                                  | Yes                          | Từ năm 2003                                                                                         |
| Luật chống phân biệt đối xử trong việc cung cấp hàng hóa và dịch vụ                                                         | Yes                          | Từ năm 2018                                                                                         |
| Luật chống phân biệt đối xử trong tất cả các lĩnh vực khác (bao gồm phân biệt đối xử gián tiếp, ngôn từ kích động thù địch) | No                           | |
| Luật chống phân biệt đối xử liên quan đến bản dạng giới                                                                     | No                           | |
| Luật tội phạm kì thị liên quan đến xu hướng tình dục và bản dạng giới                                                       | No                           | Đang chờ xử lý                                                                                      |
| Mối quan hệ đồng giới |                              | |
| Hôn nhân đồng giới | No                           | Các cuộc hôn nhân đồng giới được thực hiện tại EU được công nhận cho mục đích cư trú kể từ năm 2018 |
| Quan hệ đối tác dân sự | No                           | Đang chờ xử lý                                                                                      |
| Công nhận các cặp đồng giới                                                                                                 | Yes                          | Một số quyền chung sống hạn chế                                                                     |
| Con nuôi và nuôi dạy con cái                                                                                                |                              | |
| Thông qua cá nhân | Yes                          | |
| Con nuôi của các cặp vợ chồng đồng giới                                                                                     | No                           | |
| Con nuôi chung của các cặp đồng giới                                                                                        | No                           | |
| Mang thai hộ thương mại cho các cặp đồng tính nam                                                                           | No                           | Cấm bất kể xu hướng tình dục                                                                        |
| Truy cập IVF cho đồng tính                                                                                                  | No                           | Chỉ dành cho phụ nữ trong các mối quan hệ khác giới                                                 |
| Khác |                              | |
| Đồng tính nữ, đồng tính nam và song tính được phép phục vụ công khai trong quân đội                                         | Yes                          | |
| Quyền thay đổi giới tính hợp pháp                                                                                           | Yes                          | |
| NQHN được phép hiến máu | Yes                          | Từ năm 2005                                                                                         |